# Гимара (башенный комплекс)
Гимара — Гимара (чеч. Гимр, Гимрой) — небольшой башенный посёлок датированный XIV—XVII веками. Располагается в Галанчожском районе Чеченской Республики.

## География
Башенный комплекс Гимара находится по правую сторону от реки Гешихи у подножия горы Бастылам напротив ущелья Хачичу на южном склоне хребта Юкер Лам (чеч. Юкъер-Лам) в 30 км к северо-западу от районного центра Итум-Кали. Комплекс состоял из боевой и нескольких жилых башен, которые отчасти сохранились до нашего времени. Боевая пятиэтажная башня, судя по всему, имела визуальную и сигнальную связь с боевыми башнями из комплексов Геши (2 км) и Нижний Кей (2,6 км) по обе стороны.

## Описание
В Гимройский комплекс согласно реестру объектов культурного наследия входило четыре жилые, три полубоевые и одна боевая башни. В данное время в неплохом  состоянии сохранились боевая и полубоевая башни. Прочие объекты, входящие в комплекс сохранились как руины. Имеются строения более позднего периода (ограды, хозпостройки).
Боевая башня имеет трещины, пробоины, выбиты угловые камни, устроен проем на первый этаж. Перекрытие между первым и вторым этажами боевой башни представляет собой ложнокупольную конструкцию, кладка которой выполнена концентрическими кругами. Через центр ее к стенам идут два перекрещивающихся гурта (кхозар) – ребра прямоугольного сечения. Стены строения связаны между собой угловыми камнями.
Боевая башня пятиэтажная, высота до карниза пирамидально–ступенчатой кровли 17,6 метров, имеет сужение кверху. С четырех сторон башня имеет навесные каменные балкончики — машикули. Машикули держаться на двух каменных кронштейнах. Башня направлена углами по сторонам света. Юго-западная стена башни является фасадной. Имеется каменная вставка с петроглифами, солярные знаки, свастика, оттиски кистей рук и надписи на грузинском языке. В стене устроены дверной и оконные проёмы. Проёмы с округлыми арками. В северо-восточной стене две бойницы. В северо-западной и юго-восточной стенах по четыре бойницы.
Полубоевая башня расположена в 100 метрах от боевой башни в западном направлении. Направлена углами по сторонам света. Высота  стен до 8 метров. На стенах есть пробоины, отслоение каменной кладки, трещины. На северо-восточной стене дозорные щели (бойницы). На юго-западной стене сохранились два машикуля.